# Martin von Arndt

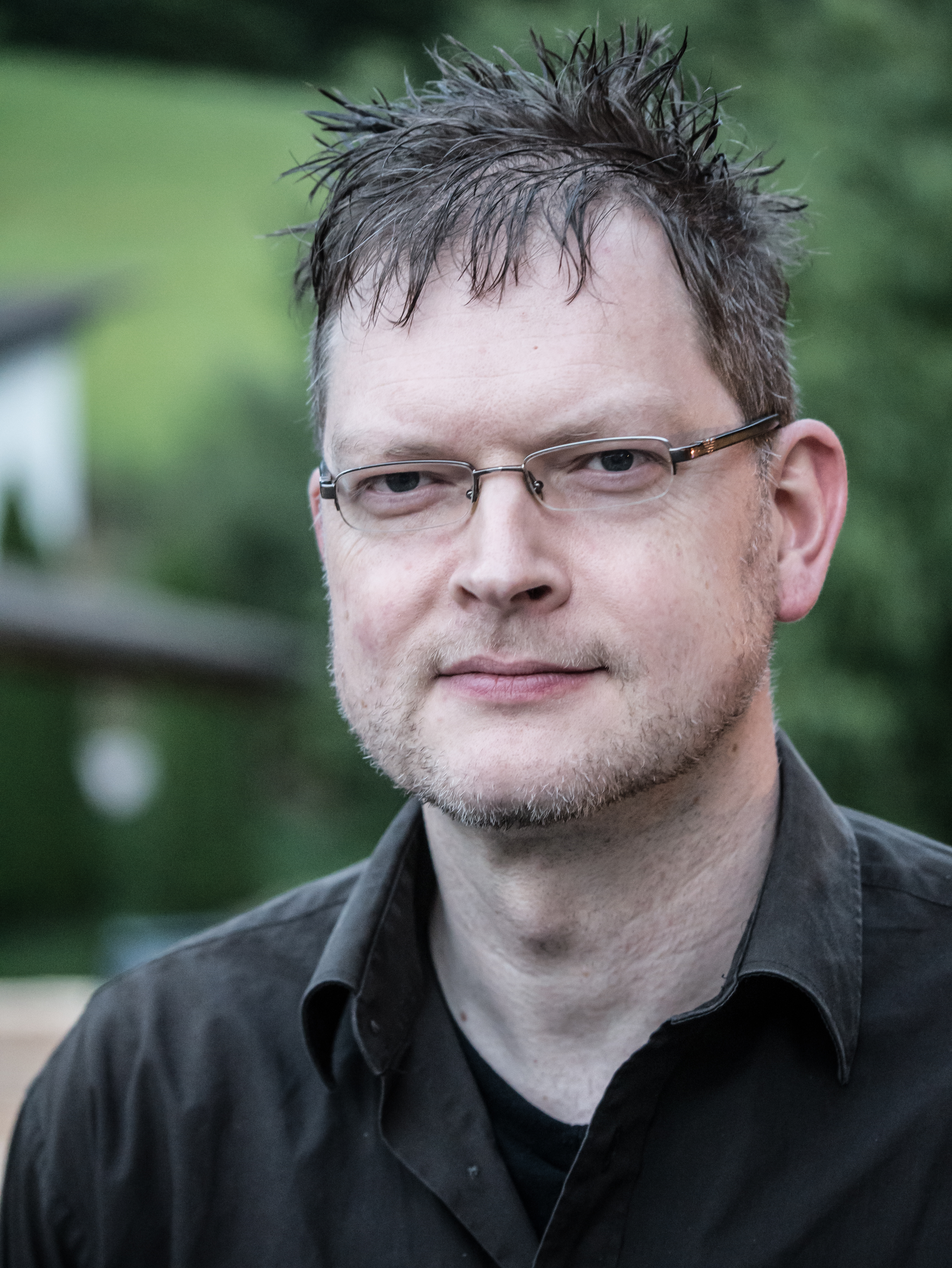
Martin von Arndt beim Hausacher Leselenz 2015

Martin von Arndt (* 1968 in Ludwigsburg) ist ein deutscher Schriftsteller, Übersetzer, Musiker und Wissenschaftler.

## Leben und Werk

### Studium und Privates
Martin von Arndt wurde 1968 als Sohn ungarisch-deutscher Eltern in Ludwigsburg geboren. Er studierte Religionswissenschaft, Germanistik und Psychologie in Saarbrücken, Budapest und Würzburg mit abschließender Promotion über tiefenpsychologische Bibelexegese. Er lebt heute in Markgröningen und Essen.

### Musik
1983 gründete von Arndt die Musikformation Printed at Bismarck’s Death, die sieben Alben zwischen Free Jazz, Avantgarde, Techno, Dance und Electronica, daneben Hörspiel- und Filmmusik, Theater- und Tanztheaterperformances im In- und europäischen Ausland produzierte. Seit 1997 ist er Saxophonist der Band In My Rosary und war an dem Gemeinschaftsprojekt Griffin’s Fall beteiligt.

## Stipendien und Auszeichnungen
- 2000 Limburg-Preis Kunstverein Bad Dürkheim, Förderpreis 'Rheinpfalz'
- 2002 Arbeitsstipendium Förderkreis deutscher Schriftsteller in Baden-Württemberg
- 2003 Stadtschreiber von Rottweil, Förderstipendium Auswärtiges Amt
- 2004 Arbeitsstipendium Förderkreis deutscher Schriftsteller in Baden-Württemberg
- 2006 Arbeitsstipendium Förderkreis deutscher Schriftsteller in Baden-Württemberg
- 2007 Landesliteraturstipendium Baden-Württemberg
- 2008 Einladung zum Ingeborg-Bachmann-Wettbewerb in Klagenfurt
- 2009 LovelyBooks Leserpreis in der Kategorie Bester Buchtitel für Der Tod ist ein Postmann mit Hut
- 2010 Thaddäus-Troll-Preis
- 2019 Arbeitsstipendium Förderkreis deutscher Schriftsteller in Baden-Württemberg
- 2022 Shortlist für den Crime Cologne Award

## Werke
- Der 40. Tag vor Sophienlund, Erzählungen Peter-Segler-Verlag 1997 (2. veränderte Aufl. 2008). ISBN 3-931445-67-4
- Gott im Selbst. Tiefenpsychologische Bibelexegese, Tectum Verlag 1999. ISBN 3-89811-090-7
- Lemuren – Arbeiten für das Theater, Verlag Rote Limmat 2000. ISBN 3-89811-667-0
- Asrael, Lyrik, Peter-Segler-Verlag 2001. ISBN 3-931445-10-0
- Der Fußballcrash: Fußballvermarktung, RRS 2002. ISBN 3-8311-3509-6
- Nachtmeerfahrer: Literatur und Psychologie – Aufsätze zum Bestand einer schwierigen Liaison, Tectum 2003. ISBN 3-8288-8451-2
- Geist der schwarzen Tage, Mysterienkrimi, Peter-Segler-Verlag 2005. ISBN 3-931445-99-2
- Wir vom Jahrgang 1968, Wartberg Verlag 2006. ISBN 3-8313-1568-X
- ego shooter, Roman, Klöpfer&Meyer Verlag 2007. ISBN 3-937667-91-1
- Klassiker der Religionspsychologie, Shaker 2008. ISBN 978-3-86858-164-5
- Tiefenpsychologische Bibelexegese, Tectum Verlag 2009. ISBN 978-3-86858-164-5
- Der Tod ist ein Postmann mit Hut, Roman, Verlag Klöpfer & Meyer 2009. ISBN 978-3-940086-37-2
- Oktoberplatz, Roman, Klöpfer&Meyer Verlag 2012. ISBN 978-3-86351-023-7
- Tage der Nemesis, Roman, ars vivendi Verlag 2014. ISBN 978-3-86913-424-6
- Rattenlinien, Roman, ars vivendi Verlag 2016. ISBN 978-3-86913-724-7
- Sojus, Roman, ars vivendi Verlag 2019. ISBN 978-3-86913-974-6
- Wie wir töten, wie wir sterben, Roman, ars vivendi Verlag 2021. ISBN 978-3-7472-0329-3